# Egnasia mimetica
Egnasia mimetica là một loài bướm đêm trong họ Noctuidae.